# General Sherman

General Sherman

General Sherman är ett mammutträd (Sequoiadendron giganteum) i nationalparken Sequoia i USA som är världens största enskilda träd sett till dess volym. Volymen av ett träd är svår att räkna ut, men enbart stammens volym uppskattas till ungefär 1500 kubikmeter. 
Namnet kommer från general William Tecumseh Sherman och gavs till trädet år 1879. Under några år mellan 1885-1890 bar trädet även namnet Karl Marx. Trädet är dock betydligt äldre; mellan 1 900 och 2 500 år.